# Legio VII Claudia

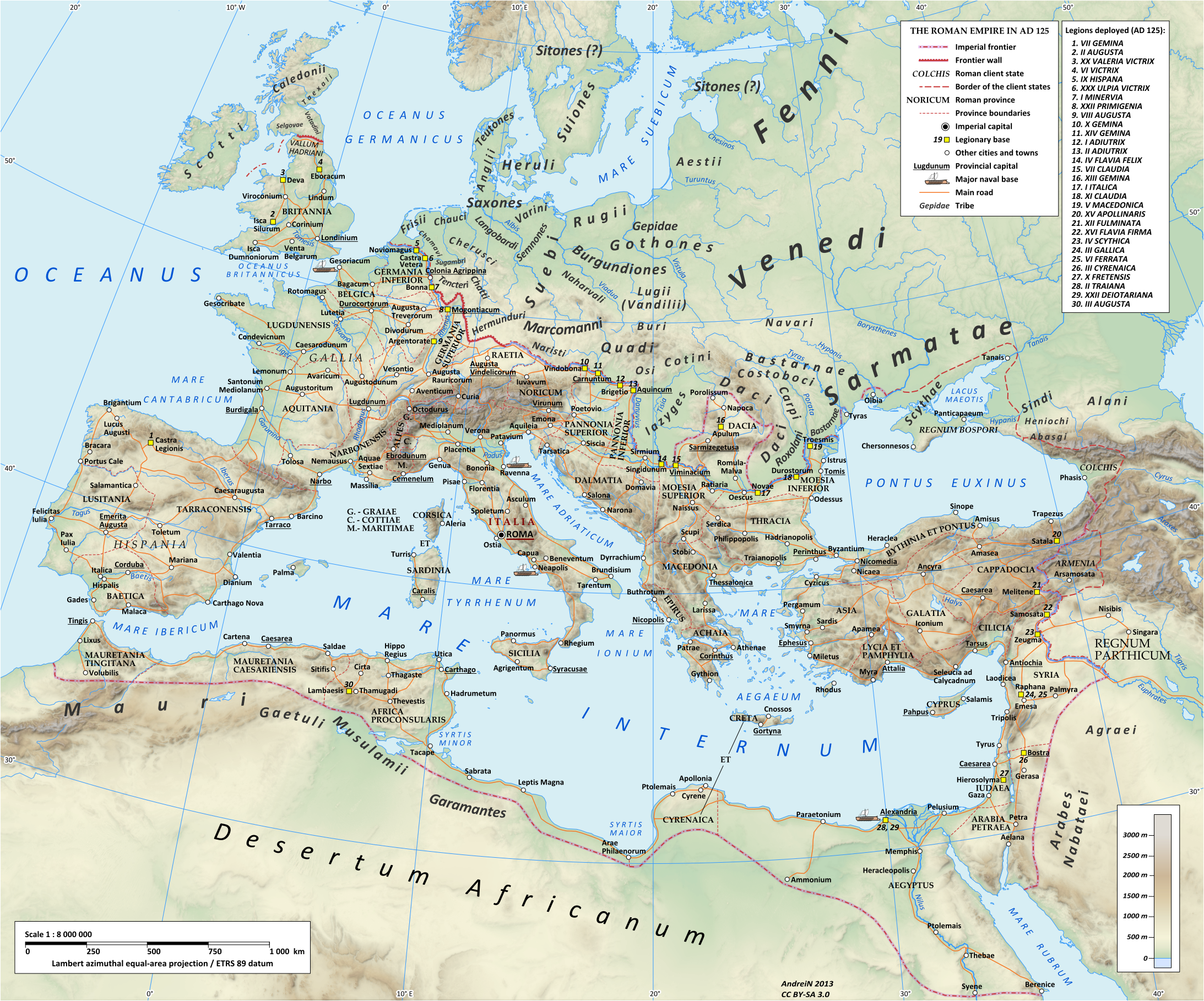
Bản đồ của đế quốc La Mã vào năm 125 SCN, dưới triều đại của hoàng đế Hadrianus, cho thấy Legio VII Claudia đóng quân tại Viminacium (Kostolac, Serbia) trên khu vực sông Danube, ở tỉnh Thượng Moesia, từ năm 58 SCN tới thế kỉ 4

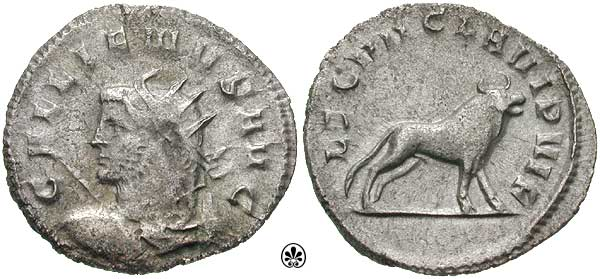
Tiền xu của Gallienus tôn vinh LEG VII CLA VI P VI F (quân đoàn Claudia thứ bảy, sáu lần trung thành, sáu lần trung nghĩa, và in hình bò đực, biểu tượng của quân đoàn trên mặt trái.

Legio Septima Claudia Pia Fidelis ('Quân đoàn Claudia thứ bảy) là một quân đoàn La Mã. Giống như tất cả các quân đoàn khác của Caesar, biểu tượng của nó là một con bò đực, cùng với sư tử.
Quân đoàn Thứ bảy, thứ sáu, thứ tám và thứ chín đều được Pompeius thành lập ở Tây Ban Nha trong năm 65 trước Công nguyên. Cùng với các quân đoàn VIII, IX và X, quân đoàn VII là một trong những đạo quân lâu đời nhất trong quân đội của đế quốc La Mã. Họ được lệnh tới Cisalpine Gaul vào khoảng năm 58 trước Công nguyên và hành quân cùng với Caesar trong suốt cuộc chiến tranh xứ Gaul. Ông cũng đã đề cập đến quân đoàn VII trong ghi chép của mình về cuộc chiến chống lại người Nervii, và có vẻ như quân đoàn này đã được sử dụng trong các cuộc viễn chinh khắp miền Tây xứ Gaul dưới sự chỉ huy của Crassus, viên tướng dưới quyền Caesar. Trong năm 56 TCN, quân đoàn VII đã có mặt trong chiến dịch Venetic. Trong cuộc khủng hoảng do Vercingetorix gây ra, quân đoàn đã chiến đấu ở khu vực lân cận của Lutetia, nó phải đã có mặt tại Alesia và quân đoàn chắc chắn đã tham gia vào chiến dịch càn quét người Bellovaci.
Legio VII là một trong hai quân đoàn sử dụng trong cuộc xâm lược Britain của Caesar, và nó đóng một vai trò quan trọng trong Trận Pharsalus vào năm 48 trước Công nguyên. Quân đoàn sau đó tồn tại ít nhất cho đến cuối thế kỷ thứ 4, bảo vệ khu vực trung lưu sông Danube.
Tiberius Claudius Maximus, người lính La Mã dâng đầu của Decebalus lên cho hoàng đế Trajan, đã từng phục vụ trong Legio VII Claudia.